# Virus de la marbrure légère du piment
Tobamovirus capsici
Espèce
Synonymes
- Pepper mild mottle virus (ICTV, 1991)
- Latent strain of tobacco mosaic virus (McKinney, 1952, 1968)
- Samsun latent strain of tobacco mosaic virus (Greenleaf et al., 1964)[2]

Le virus de la marbrure légère du piment (PMMoV, Pepper mild mottle virus), nom scientifique Tobamovirus capsici, est une espèce de phytovirus du genre Tobamovirus, famille des Virgaviridae, à répartition cosmopolite, qui infecte les espèces de plantes du genre Capsicum (piments et poivrons). Comme tous les Tobamovirus, c'est un virus à ARN monocaténaire à polarité positive (ssRNA). Les symptômes typiques provoqués par ce virus, variables selon les cultivars, sont une chlorose des feuilles, le rabougrissement de la plante et une déformation des fructifications.
Le virus se propage par transmission mécanique et par les graines infectées. L'évitement est le meilleur moyen de lutter contre cette maladie car lorsqu'une plante est infectée, elle ne peut pas être traitée. Seules des semences testées et traitées contre l'agent pathogène doivent être semées.

## Caractéristiques
Les particules virales ont la forme de  bâtonnets mesurant 18 x de 297 à 312 nm de long sur 18 nm de large.
La protéine d'enveloppe a une masse moléculaire estimée de 17 à 21 kDa. Elle contient 158 acides aminés et sa composition diffère considérablement de celle des autres Tobamovirus. 
Les particules virales contiennent de l'ARN simple brin à polarité positive d'une masse moléculaire estimée à 210 000. 
L'ARN génomique, qui a été entièrement séquencé, contient  6357 nucléotides, et présente quatre cadres de lecture ouverts (ORF) codant, respectivement, une protéine de 126 K et une protéine de lecture de 183 K, une protéine de 28 K et un protéine d'enveloppe de 17,5  K.

## Histoire
L'origine de PMMoV est liée à celle du virus de la mosaïque de la tomate (ToMV), car ils appartiennent tous deux à la famille du virus de la mosaïque du tabac (TMV). Le Tunisian Journal of Plant Protection a établi le lien entre PMMoV et ToMV à partir d'une étude française datant de 1964. Le ToMV affecte un large éventail de plantes cultivées de la famille des Solanaceae et le PMMoV est probablement issu d'une mutation d'une souche de ce virus.
L'expansion du PMMoV a été favorisée par la sélection de plantes résistantes au TMV et au ToMV, ce qui a permis au PMMoV d'occuper la niche écologique laissée vacante.

## Distribution
Ce virus, qui est le plus souvent introduit par les semences, est répandu dans le monde entier et se trouve dans la quasi-totalité des régions où piments et poivrons sont cultivés. Le virus se déplace à longue distance par les graines et à courtes distances par contact de plante à plante, par la manipulation des plantes avec des outils contaminés et par les cultivateurs qui contribuent à la propagation du virus.
Il entraîne fréquemment des pertes ou des réductions importantes de rendement tant dans les cultures de plein champ qu'en serre. Le virus a été identifié dans des régions aussi diverses que l'Australie, le Japon, la Chine, Taïwan, l'Europe et l'Afrique du Nord. En Europe il est notamment présent au Danemark, en Islande, en Angleterre, en France, en Grèce, en Italie, aux Pays-Bas et en Espagne.
Depuis 1997, le PMMoV est à l'origine de nombreuses épidémies importantes dans les États du sud-est des États-Unis, à savoir la  Géorgie et la Floride.
Les sols à faible teneur en matière organique, en particulier en humus, facilitent l'adsorption du PMMoV. En particulier, les argiles  allophaniques et le  fer minéral présents dans ces sols favorisent l'adsorption du PMMoV.

## Gamme d'hôtes

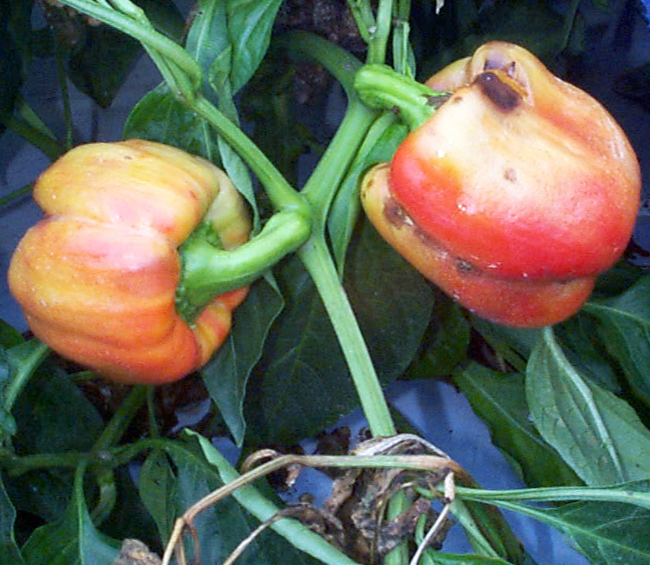
Poivrons malades.

Les piments et poivrons (Capsicum sp.) sont les seuls hôtes naturels du virus de la marbrure légère du piment. Celui-ci est d'ailleurs le principal virus pathogène des plantes du genre Capsicum. 
Le virus infecte systématiquement tous les Capsicum sp. testés jusqu'à présent, y compris les cultivars de poivron doux (par exemple, 'Lamuyo' et 'Yolo Wonder') et les piments forts (Capsicum baccatum, Capsicum cardenasei, Capsicum chacoense, Capsicum chinense, Capsicum eximium, Capsicum frutescens, Capsicum microcarpum , Capsicum praetermissum, Capsicum pubescens), qui par ailleurs peuvent être immuns ou hypersensibles aux virus de la mosaïque du tabac et de la mosaïque de la tomate. Une légère tolérance au virus n'a été observée que dans quelques lignées hongroises de Capsicum pendulum. En outre, le PMMoV est transmissible expérimentalement à au moins 24 espèces de six genres de Solanaceae et à cinq espèces de quatre genres dans quatre autres familles (Chenopodiaceae, Cucurbitaceae, Lamiaceae et Plantaginaceae). Cette souche virale n'infecte généralement pas les tomates, les aubergines ou le tabac. Ces plantes peuvent toutefois être infectées par d'autres membres du genre Tobamovirus
Le PMMoV est l'une des quatre espèces différentes de Tobamovirus qui infectent les piments. Les autres sont le virus de la mosaïque du tabac (TMV, Tobacco mosaic virus), le virus de la mosaïque de la tomate  (ToMV, Tomato mosaic virus) et le virus de la mosaïque modérée verte du tabac (TMGMV, Tobacco mild green mosaic virus).

## Symptômes
Le virus induit généralement de petits fruits tachetés, malformés (qui présentent parfois des taches nécrotiques enfoncées), une légère marbrures des feuilles et un rabougrissement des plantes. Ces symptômes varient en fonction du cultivar-hôte spécifique, mais la plupart des symptômes sont très similaires chez les différents hôtes. Les symptômes se présentent généralement, à divers degrés, sous la forme de marbrure, chlorose, enroulement, nanisme et distorsion des fruits, des feuilles et même de la plante entière. Sur les fruits, les symptômes comprennent une réduction de la taille, des marbrures et des changements de couleur, et une apparence déformée et grumeleuse évidente. En outre, on peut souvent observer des stries ou des taches nécrotiques brunes sur les feuilles et les fruits. La gravité des symptômes dépend de la virulence de la souche du virus infectant, de la sensibilité du cultivar et, éventuellement, de facteurs environnementaux. Les symptômes sont souvent plus graves chez les plantes infectées précocement.
Cette maladie est destructive car les premiers symptômes foliaires (chlorose, nécrose, etc.) sont légers et passent souvent inaperçus jusqu'à l'apparition des symptômes plus visibles sur les fruits. Cela entraîne des pertes de rendement  élevées car les symptômes n'apparaissent qu'au stade de la fructification, juste avant la récolte. Comme le virus n'induit pas initialement de symptômes visibles, il ne peut être identifié de manière fiable que par des procédures de diagnostic.

## Transmission
Le PMMoV est transmis par inoculation mécanique ou par les graines. Il n'est pas transmis par des insectes. Il peut être facilement transmis à des plantes saines par inoculation mécanique ou par contact entre des plantes ou tout autre moyen physique apte à transporter le virus, comme les mains, les gants ou les vêtements. Le virus se trouve le plus souvent  sur le tégument externe et très rarement dans l'endosperme des graines des plantes infectées. Ce virus étant transmis par les semences, l'infection se produit  principalement par contamination mécanique lors du repiquage des plantules et par d'autres pratiques culturales. Il pénètre dans la plante ou  la graine par des abrasions ou des blessures microscopiques. Le virus est cultivé  in vitro, ce qui signifie qu'il peut survivre dans un environnement isolé, et étant hautement infectieux, il peut facilement être transmis pendant l'entretien normal des cultures. Le PMMoV est exceptionnellement stable et peut survivre pendant de longues périodes dans les débris végétaux et sur les structures des serres, les pots et les outils horticoles. On ne connait pas d'insecte vecteur. Cependant, l'homme peut être considéré comme le principal vecteur de ce virus pathogène.
L'incidence de la maladie est particulièrement importante dans les cultures en serre et dans les régions de climat chaud et humide, comme le sud-ouest et le sud-est de la Floride et dans des régions comme l'Afrique du Nord et le Japon. C'est une indication du type de sol optimal pour le virus : chaud, ou chaud et humide. Les serres, en particulier, sont un environnement de production très favorable à la propagation rapide de la maladie.

## Méthodes de lutte

Structure du bromure de méthyle (utilisé jusqu'en 2005, date à laquelle il a été interdit par le protocole de Montréal).

Jusqu'en 2005, le principal moyen de prévention était un traitement en pré-plantation à l'aide de bromométhane ou bromure de méthyle. L'importation et la production de ce produit chimique de fumigation ont été interdites en vertu du protocole de Montréal. Une méthode biologique moderne de prévention a été trouvée par une étude japonaise sur le rôle des sols dans l'adsorption du PMMoV. L'étude a révélé que l'augmentation de la teneur en humus dans le sol a un effet inhibiteur sur l'adsorption du PMMoV
Comme c'est le cas pour tous les virus végétaux, mais surtout pour ceux du genre Tobamovirus, l'évitement est le meilleur moyen de lutte. Les producteurs doivent appliquer de bonnes procédures d'assainissement et ne semer que des graines saines. Les producteurs doivent également faire preuve de prudence lorsqu'ils manipulent les plantes. Lorsqu'elles présentent des écorchures ou des plaies les plantes offrent au virus la possibilité d'entrer dans le tissu végétal. Aucune méthode de lutte chimique ou biologique ne peut être utilisée pour lutter contre la maladie dès lors que la plante est infectée. Bien que ce soit souvent un défi, l'identification précise du PMMoV est la clé du succès du contrôle de la maladie
Le matériel végétal infecté reste infectieux tant qu'il n'est pas complètement décomposé. Le travail du sol, une irrigation accrue et des températures élevées favorisent la dégradation du matériel végétal dans le sol. Tout débris végétal infecté dans le sol peut servir de source d'inoculum pour les cultures suivantes, donc la rotation des cultures doit être pratiquée, si possible. Les  repousses de poivrons et les mauvaises herbes, en particulier celles de la famille des Solanaceae (comme les morelles), doivent être retirées pour réduire les sources possibles d'infection. Étant donné que la fumée peut propager la maladie, l'enfouissement ou le compostage des plantes malades devraient être mis en œuvre plutôt que le brûlage. Les restes de plantes malades compostées ne doivent pas être utilisés sur une culture de poivron ou d'autres cultures de Solanaceae.

## Le PMMoV  et l'homme
Des recherches récentes ont montré que ce  virus des plantes pourrait être transmis à l'homme. Une étude française a identifié une source locale du PMMoV et a lié la présence d'ARN du PMMoV dans les selles à une réponse immunitaire spécifique et à des symptômes cliniques. Bien que les symptômes cliniques puissent être imputables à d'autre cofacteurs, y compris les aliments épicés, les données de l'étude suggèrent la possibilité d'un rôle pathogène direct ou indirect de virus des plantes chez l'homme
Selon un article publié dans le Applied and Environmental Microbiology Journal,  le PMMoV pourrait être un indicateur potentiel de la pollution fécale. Les résultats de cette étude démontrent que le PMMoV est répandu et abondant dans les eaux usées aux États-Unis, suggérant l'utilité de ce virus comme indicateur de la pollution fécale humaine. La PCR quantitative a été utilisé pour déterminer l'abondance du PMMoV dans les eaux usées brutes, eaux usées traitées, l'eau de mer exposée aux eaux usées et dans des échantillons fécaux et des homogénats intestinaux d'une grande variété d'animaux. Le PMMoV était présent dans tous les échantillons d'eaux usées à des concentrations supérieures à 1 million d'exemplaires par millilitre d'eaux usées brutes
Bien qu'il n'y ait jamais eu d'épidémie chez l'homme, la transmission éventuelle de ce phytovirus à l'homme a créé une discussion sur la possibilité que l'organisme humain soit le vecteur de virus végétaux.